# Haley Cope
Haley Cope (ur. 11 kwietnia 1979 w Crescent City) – amerykańska pływaczka, specjalizująca się w stylu grzbietowym.

## Kariera sportowa
Mistrzyni świata na dystansie 50 m stylem grzbietowym, a także wicemistrzyni olimpijska i świata w sztafecie 4×100 m stylem zmiennym.